# (15663) Périphas
(15663) Périphas, désignation internationale (15663) Periphas, est un astéroïde troyen jovien.

## Description
(15663) Périphas est un astéroïde troyen jovien, camp grec, c'est-à-dire situé au point de Lagrange L4 du système Soleil-Jupiter. Il présente une orbite caractérisée par un demi-grand axe de 5,190 UA, une excentricité de 0,104 et une inclinaison de 33,9° par rapport à l'écliptique.
Il est nommé en référence au personnage de la mythologie grecque Périphas, acteur du conflit légendaire de la guerre de Troie.

## Compléments